# Atanazja (Groszewa)
Atanazja, imię świeckie Raisa Pietrowna Groszewa (ur. 28 lipca 1939 w Szczerbniku) – rosyjska mniszka prawosławna, przełożona stauropigialnego monasteru św. Jana Chrzciciela w Moskwie.

## Życiorys
Pochodzi z wierzącej rodziny prawosławnej. Ukończyła kursy krawieckie, a następnie wieczorową szkołę medyczną przy szpitalu nr 65 w Moskwie. W latach 1965–1975 była laborantką na oddziale anatomii patologicznej Akademii Nauk Medycznych ZSRR. Równocześnie śpiewała w chórze w soborze Trójcy Świętej w Podolsku.
W 1975 wstąpiła jako posłusznica do Piuchtickiego Monasteru Zaśnięcia Matki Bożej. W 1978 złożyła śluby mnisze w riasofor przed metropolitą tallińskim i estońskim Aleksego, przyjmując imię zakonne Anatolia na cześć św. męczennicy o tym imieniu. 24 lutego 1988 ten sam hierarcha przyjął od niej śluby wieczyste, powtórnie zmieniając jej imię na Atanazja, na cześć św. Atanazji z Eginy. W klasztorze była przez wiele lat pomocnicą dziekanki, zaś w latach 1998–2001 – dziekanką.
W 2001, z rekomendacji przełożonej monasteru ihumenii Barbary, została wyznaczona na przełożoną monasteru św. Jana Chrzciciela w Moskwie, ponownie otwartego po ponad 70 latach od zamknięcia. Formalnie objęła kierownictwo wspólnotą w roku następnym, zaś 11 września 2007 otrzymała godność ihumeni. Pozostała na urzędzie do 2019 r.
Odznaczona cerkiewnymi orderami św. Eufrozyny Moskiewskiej III (2009) i II stopnia (2014).